# 단촌면
단촌면(丹村面)은 대한민국 경상북도 의성군의 면이다. 넓이는 74.85km2이고, 인구는 2012년 기준으로 2,245명이다.

## 연혁
- 고려 태조 7년(925년) 안동지방의 옛 이름 고창군의 영속이던 고순현(단촌지방)이 의성부에 편입.
- 1600년 붉은 돌이 많은 곳이라 단촌면(丹村面)으로 명명.
- 1914년 행정구역 통폐합으로 단촌면 5개리와 구산면 4개리를 병합.

## 행정 구역
- 관덕리
- 구계리
- 방하리
- 병방리
- 상화리
- 세촌리
- 장림리
- 하화리
- 후평리

## 교육
- 단촌초등학교 (세촌리)
- 후평초등학교 (폐교) : 단촌면 일직점곡로 721 (후평리)